# Thug Life: Volume 1
Thug Life: Volume 1 este albumul de debut al grupului Thug Life, început de rapperul Tupac Shakur, care a fost lansat pe 26 septembrie 1994. Albumul prima oară a fost lansat de casa de discuri a lui Shakur, Out Da Gutta Records. Datorită criticilor pe care le primea gangsta rapul atunci versiunea originală a albumului a fost dezmembrată și reînregistrată, cu multe dintre piesele originale rescrise.
Grupul îi avea în componență pe Big Syke, Macadoshis, Mopreme, The Rated R și Tupac Shakur. Printre piesele notabile ale albumului sunt: „Bury Me a G”, „Cradle to the Grave”, „Pour Out a Little Liquor”, „How Long Will They Mourn Me?” și „Str8 Ballin'”. În 1996 Big Syke și Shakur au plănuit cel de-al doilea album al grupului Thug Life: Vol. 2 - Out On Bail, care trebuia să fie lansat de Makaveli Records, dar după ce Tupac a fost ucis în Las Vegas visul nu a mai devenit realitate.
Deși cel de-al doilea album nu a devenit realitate, Tupac a cântat primul single de pe album, „Out on Bail” la 1994 Source Awards. Deși albumul a fost original lansat de casa de discuri a lui Shakur, Out Da Gutta, Amaru Entertainment, casa de discuri deținută de mama sa, a câștigat de atunci drepturile de autor.
Thug Life: Volume 1 a fost certificat Gold.

## Ordinea pieselor
| #  | Titlu                          | Cântăreț(i)                                             | Producător(i)      |
| -- | ------------------------------ | ------------------------------------------------------- | ------------------ |
| 1  | "Bury Me a G"                  | 2Pac Mopreme Rated R Big Syke Macadoshis Natasha Walker | Thug Music         |
| 2  | "Don't Get It Twisted"         | Mopreme Macadoshis Rated R                              | Jay Mopreme        |
| 3  | "Shit Don't Stop"              | 2Pac Macadoshis Rated R Mopreme Big Syke Y.N.V.         | Thug Music         |
| 4  | "Pour Out a Little Liquor"     | 2Pac                                                    | Johnny "J"         |
| 5  | "Stay True"                    | 2Pac Stretch Mopreme                                    | Thug Music         |
| 6  | "How Long Will They Mourn Me?" | 2Pac Nate Dogg Big Syke Rated R Macadoshis              | Nate Dogg Warren G |
| 7  | "Under Pressure"               | 2Pac Stretch                                            | Thug Music         |
| 8  | "Street Fame"                  | 2Pac Mopreme Big Syke Rated R                           | Stretch            |
| 9  | "Cradle to the Grave"          | 2Pac Mopreme Rated R Macadoshis Big Syke                | Jay Choi Big Syke  |
| 10 | "Str8 Ballin'"                 | 2Pac                                                    | Easy Mo Bee        |

## Piese nefolosite
- Thug Life (colaborare Big Syke) (1993)
- Time To Get My Drank On (Unreleased Interlude featuring Y?N-Vee) (1993)
- Niggaz In The Pen (Remixat Loyal To The Game 2004) (1993)
- High 'Till I Die (featuring Don Jagwarr, Macadoshis, & Rated R) (Versiune nelansată din 1993)
- Faced Shootouts (Unreleased Interlude) (1993)
- Losin' It (featuring Big Syke & Spice 1) (1993) - (lansat pe R U Still Down [Remember Me] 1997)
- Fake Ass Bitches (Original 2Pac & Unreleased Yanni Version) (1993) - (lansat pe R U Still Down [Remember Me] 1997)
- I'm Gettin' Money (1993) - (released on R U Still Down [Remember Me] 1997)
- Definition Of a Thug Nigga (1993) - (released on R U Still Down [Remember Me] 1997 & Poetic Justice Soundtrack 1993)
- Where Do We Go From Here? (Interlude) (1993) - (lansat pe R U Still Down [Remember Me] 1997)
- Hold On Be Strong (featuring Stretch) (1994) - (lansat pe R U Still Down [Remember Me] 1997)
- Out On Bail (1994) - (released on Loyal to the Game 2004)
- Runnin' (From tha Police)(1993)(featuring Dramacydal, Notorious B.I.G., Stretch, & Lil' Vicious) (Nelansată) (2 Versiuni)
- Bury Me A G (Nelansată versiuni 2Pac Solo)
- Animosity (featuring Richie Rich, The Govenor, & Ray Luv) (Nelansată)
- Lie To Kick It (featuring Richie Rich) (lansat pe R U Still Down [Remember Me] 1997)
- Is It Cool 2 Fuck? (Featuring Macadoshis & Rated R) (Nelansată)
- Ready 4 Whatever (featuring Big Syke) (lansat pe R U Still Down [Remember Me] 1997)
- The Uppercut (Original Version features Yanni) (1994) (Remixată Loyal To The Game 2004)
- Hennessy (Original Version features Big Syke & Mopreme) (1994) (lansat pe Loyal To The Game 2004)

## Poziția albumului în clasament
| Anul | Album            | Poziția în clasament | Poziția în clasament |
| Anul | Album            | Billboard 200        | Top Hip Hop Albums   |
| 1994 | Thug Life Vol. 1 | #42                  | #6                   |

## Poziția single-urilor în clasament
| Anul | Cântec                | Poziția în clasament             | Poziția în clasament | Poziția în clasament |
| Anul | Cântec                | Hot R&B/Hip-Hop Singles & Tracks | Hot Rap Singles      |                      |
| 1995 | "Cradle to the Grave" | #91                              | #25                  |                      |